# Sants canonitzats per Benet XVI

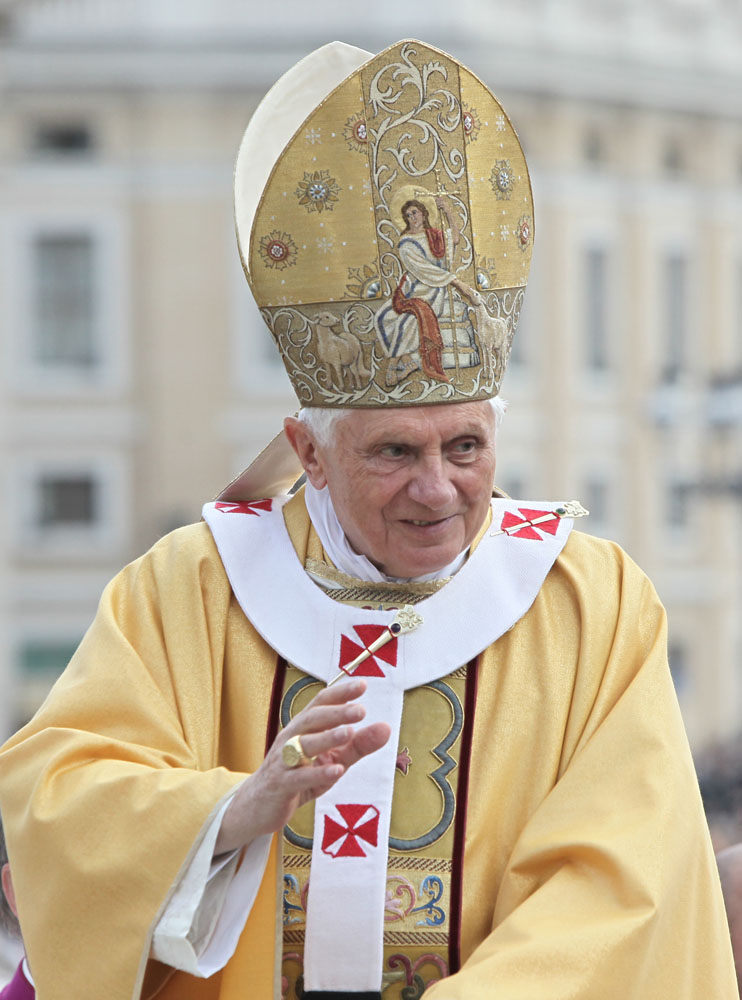
El Papa Benet XVI

Els Sants canonitzats per Benet XVI és la llista completa dels 44 sants canonitzats pel papa Benet XVI durant el seu pontificat, del 2005 al 2013. La xifra és de 45 perquè hi va haver un procés de canonització equivalent, seguint un procés més ràpid.
| No. | Sant                       | Data de canonització | Lloc de canonització    |
| --- | -------------------------- | -------------------- | ----------------------- |
| 1.  | Fèlix de Nicòsia           | 23 d'octubre de 2005 | Plaça de Sant Pere      |
| 2.  | Józef Bilczewski           | 23 d'octubre de 2005 | Plaça de Sant Pere      |
| 3.  | Gaetano Catanoso           | 23 d'octubre de 2005 | Plaça de Sant Pere      |
| 4.  | Zygmunt Gorazdowski        | 23 d'octubre de 2005 | Plaça de Sant Pere      |
| 5.  | Alberto Hurtado            | 23 d'octubre de 2005 | Plaça de Sant Pere      |
| 6.  | Rafael Guízar Valencia     | 15 d'octubre de 2006 | Plaça de Sant Pere      |
| 7.  | Filippo Smaldone           | 15 d'octubre de 2006 | Plaça de Sant Pere      |
| 8.  | Théodore Guérin            | 15 d'octubre de 2006 | Plaça de Sant Pere      |
| 9.  | Rosa Venerini              | 15 d'octubre de 2006 | Plaça de Sant Pere      |
| 10. | Antônio Galvão             | 11 de maig de 2007   | São Paulo, Brasil       |
| 11. | George Preca               | 3 de juny de 2007    | Plaça de Sant Pere      |
| 12. | Carles de Mount Argus      | 3 de juny de 2007    | Plaça de Sant Pere      |
| 13. | Szymon de Lipnica          | 3 de juny de 2007    | Plaça de Sant Pere      |
| 14. | Marie-Eugénie de Jésus     | 3 de juny de 2007    | Plaça de Sant Pere      |
| 15. | Gaetano Errico             | 12 d'octubre de 2008 | Plaça de Sant Pere      |
| 16. | María Bernarda Bütler      | 12 d'octubre de 2008 | Plaça de Sant Pere      |
| 17. | Alfonsa Muttathupadathu    | 12 d'octubre de 2008 | Plaça de Sant Pere      |
| 18. | Narcisa de Jesús           | 12 d'octubre de 2008 | Plaça de Sant Pere      |
| 19. | Arcangelo Tadini           | 26 d'abril de 2009   | Plaça de Sant Pere      |
| 20. | Nuno Álvares Pereira       | 26 d'abril de 2009   | Plaça de Sant Pere      |
| 21. | Bernardo Tolomei           | 26 d'abril de 2009   | Plaça de Sant Pere      |
| 22. | Geltrude Comensoli         | 26 d'abril de 2009   | Plaça de Sant Pere      |
| 23. | Caterina Volpicelli        | 26 d'abril de 2009   | Plaça de Sant Pere      |
| 24. | Zygmunt Szczęsny Feliński  | 11 d'octubre de 2009 | Plaça de Sant Pere      |
| 25. | Francesc Coll i Guitart    | 11 d'octubre de 2009 | Plaça de Sant Pere      |
| 26. | Damià de Molokai           | 11 d'octubre de 2009 | Plaça de Sant Pere      |
| 27. | Rafael Arnáiz Barón        | 11 d'octubre de 2009 | Plaça de Sant Pere      |
| 28. | Jeanne Jugan               | 11 d'octubre de 2009 | Plaça de Sant Pere      |
| 29. | Stanisław Kazimierczyk     | 17 d'octubre de 2010 | Plaça de Sant Pere      |
| 30. | André Bessette             | 17 d'octubre de 2010 | Plaça de Sant Pere      |
| 31. | Càndida Maria de Jesús     | 17 d'octubre de 2010 | Plaça de Sant Pere      |
| 32. | Mary MacKillop             | 17 d'octubre de 2010 | Plaça de Sant Pere      |
| 33. | Giulia Salzano             | 17 d'octubre de 2010 | Plaça de Sant Pere      |
| 34. | Camilla Battista da Varano | 17 d'octubre de 2010 | Plaça de Sant Pere      |
| 35. | Guido Maria Conforti       | 23 d'octubre de 2011 | Plaça de Sant Pere      |
| 36. | Luigi Guanella             | 23 d'octubre de 2011 | Plaça de Sant Pere      |
| 37. | Bonifacia Rodríguez Castro | 23 d'octubre de 2011 | Plaça de Sant Pere      |
| 38. | Hildegarda de Bingen       | 10 de maig de 2012   | Canonització equivalent |
| 39. | Jacques Berthieu           | 21 d'octubre de 2012 | Plaça de Sant Pere      |
| 40. | Pedro Calungsod            | 21 d'octubre de 2012 | Plaça de Sant Pere      |
| 41. | Giovanni Battista Piamarta | 21 d'octubre de 2012 | Plaça de Sant Pere      |
| 42. | Marianne Cope              | 21 d'octubre de 2012 | Plaça de Sant Pere      |
| 43. | Carme Sallés i Barangueras | 21 d'octubre de 2012 | Plaça de Sant Pere      |
| 44. | Anna Schäffer              | 21 d'octubre de 2012 | Plaça de Sant Pere      |
| 45. | Kateri Tekakwitha          | 21 d'octubre de 2012 | Plaça de Sant Pere      |